# Emarginula tenera
Emarginula tenera is een slakkensoort uit de familie van de Fissurellidae. De wetenschappelijke naam van de soort is voor het eerst geldig gepubliceerd in 1892 door Locard.